# Rubicone
Il Rubicone è un piccolo fiume a regime torrentizio dell'Italia settentrionale lungo 35 km, che scorre nella provincia di Forlì-Cesena, iniziando il suo corso poco a monte di Sogliano al Rubicone, incrociando la via Emilia all'altezza di Savignano sul Rubicone, per poi continuare verso nord est e sfociare nel mar Adriatico a sud di Cesenatico, per la precisione dividendo i territori comunali di Savignano sul Rubicone a sud e di Gatteo a nord. L'etimologia, che fa derivare il nome italiano da quello latino Rubico, resta poco chiara. 
Era conosciuto come Fiumicino fino al 1933, anno in cui è stato riconosciuto come il famoso fiume attraversato da Giulio Cesare nel 49 a.C.

## Descrizione

### Geologia del terreno

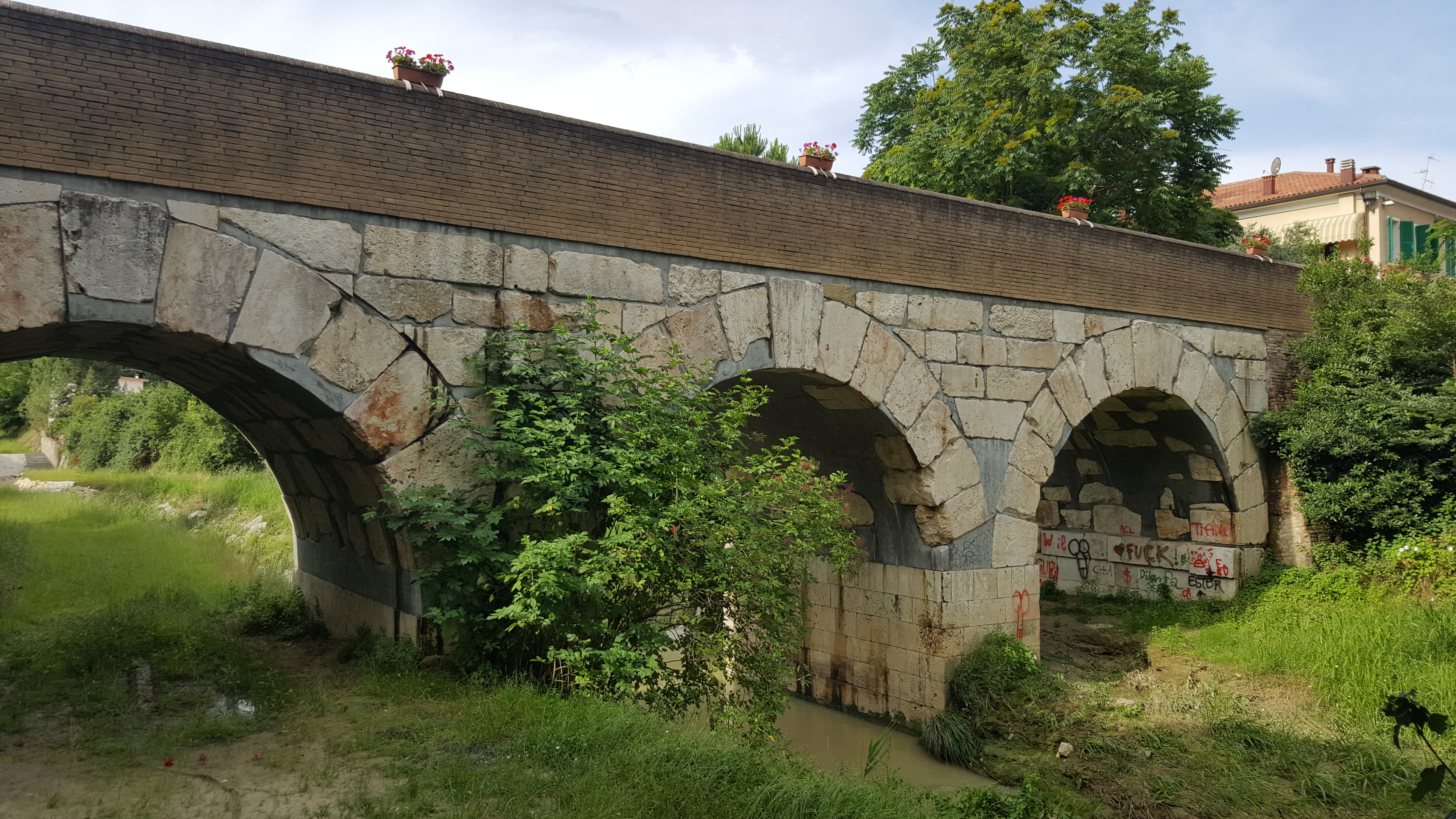
Il ponte romano sul Rubicone a Savignano sul Rubicone

Le sorgenti del fiume si trovano in terreni argillosi. Si tratta di argille marnose leggermente arenacee, grigio-blu del pliocene (da 3 a 4 milioni di anni). In prossimità, affiorano terreni più sabbiosi di colore giallo, giallo-arancio, che si presentano in banchi di spessori più o meno compatti (sabbie cementate). La granulometria delle sabbie varia da fine a media, e alla base di ogni strato si osserva una struttura più massiccia che tende a diventare gradualmente più laminata in superficie. La caratteristica dominante è la frequente presenza di "ciottoli" (cogoli) arenacei. Gli strati arenacei sono separati da sottili livelli argilloso-sabbiosi e il contenuto in fossili è elevato con la presenza di conchiglie di lamellibranchi.
Scendendo a valle, il paesaggio che attraversa passa dai rilievi collinari alla pianura, dove scorre formando meandri. Al passaggio nell'alta pianura si osservano tipiche forme geomorfologiche sedimentarie come il cono alluvionale. In corrispondenza delle grandi variazioni di pendenza il fiume ha scaricato considerevoli spessori di sedimenti grezzi (sabbie e ghiaie). Questi depositi costituiscono la banda d'unione tra gli ultimi strati del pliocene e la pianura d'età olocenica (circa 10.000 anni fa), lungo periodo durante il quale si sono alternate le fasi glaciali e interglaciali del quaternario. Nella pianura bassa prevalgono di nuovo terreni argillosi; vi si trovano anche strisce sabbiose e ghiaiose che corrispondono ai corsi d'acqua attuali e ai loro meandri, con zone, generalmente argillose, dove si è verificata la decantazione dei sedimenti più fini.

## Storia

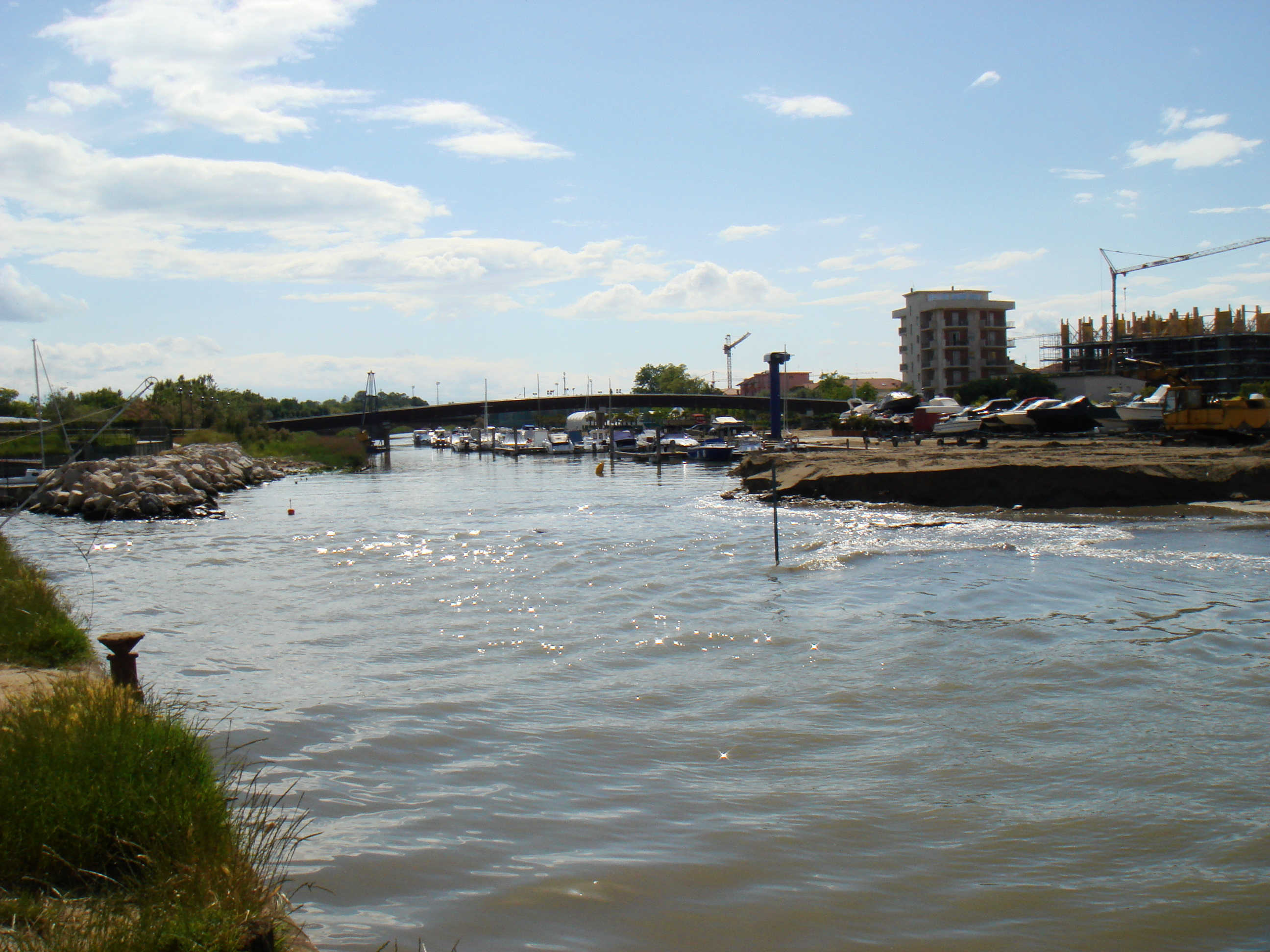
Il fiume Rubicone nei pressi di Gatteo a Mare

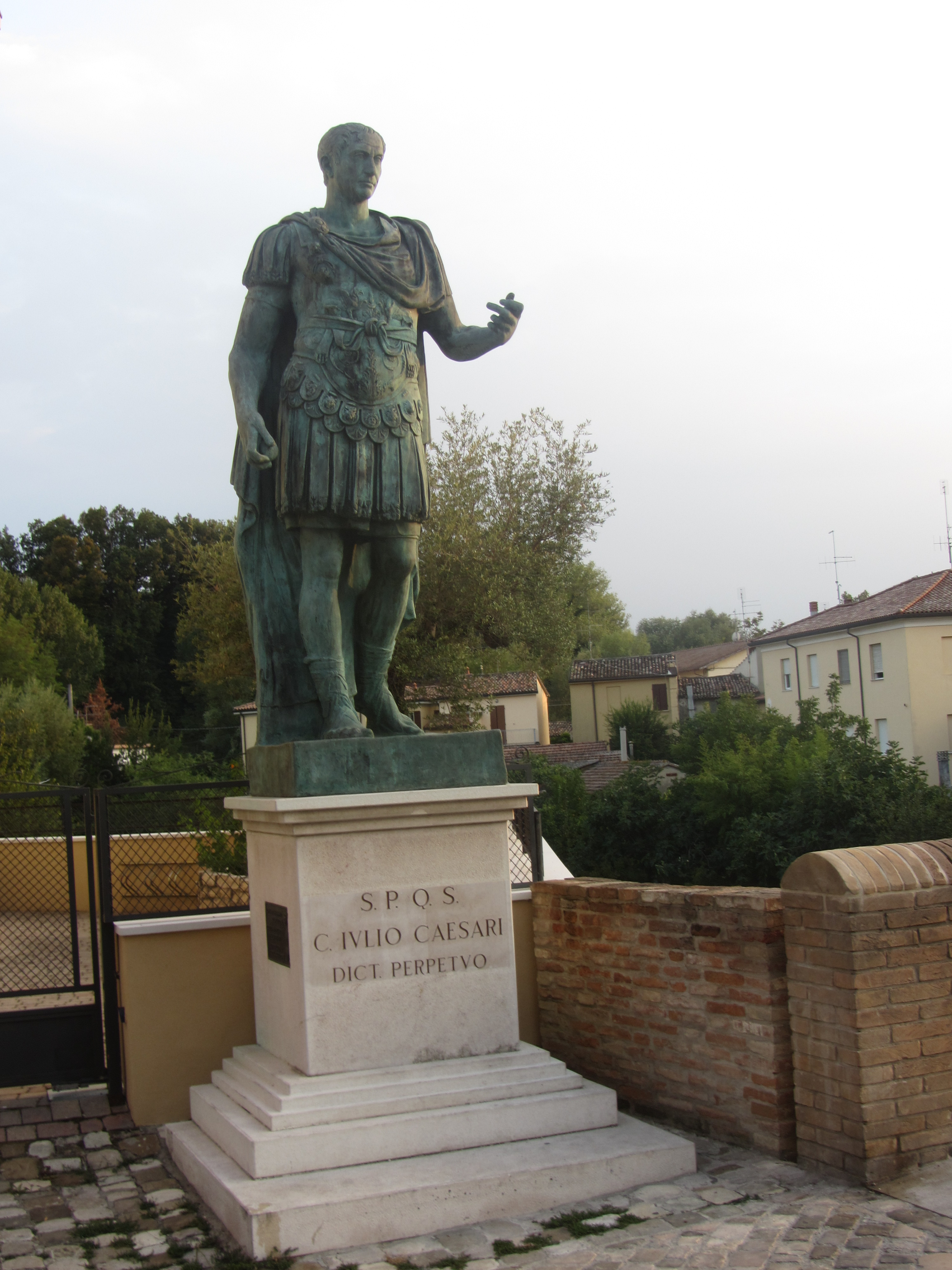
Savignano sul Rubicone, statua di Giulio Cesare presso il ponte romano sul Rubicone

Non si hanno elementi sufficienti per stabilire se il fiume attualmente denominato Rubicone (che fino agli anni Venti del Novecento era denominato Fiumicino) coincida con il corso d'acqua che nell'antichità aveva quel nome. I dati storici dicono solo che il Rubicone antico scorreva fra le antiche città di Rimini e Cesena e non si sa se vada identificato con l'Uso, il Fiumicino o il Pisciatello, i tre fiumi che scorrono oggi in quel territorio. Fu solo nel 1932, per intervento di Benito Mussolini, che per decreto si scelse il Fiumicino e gli si cambiò ufficialmente il nome in Rubicone. Tuttavia, la recente scoperta dei resti di un insediamento militare romano con caratteristiche di presidio di frontiera, nei pressi dell'attuale abitato di Gatteo, ha fatto propendere gli archeologi per la correttezza dell'identificazione dell'antico Rubicone nel fiume che attraversa Savignano. 
In epoca romana il Rubicone segnò per un periodo (epoca tardo-repubblicana, tra il 59 a.C. e il 42 a.C.) il confine tra l'Italia, considerata parte integrante del territorio di Roma, e la provincia della Gallia Cisalpina ed era quindi vietato ai generali di passarlo in armi. L'episodio storico, cui il nome del fiume è legato, vide protagonista Gaio Giulio Cesare al termine delle guerre galliche (58 a.C.-51 a.C.). Nel tardo autunno del 50 a.C. il Senato romano ordinò a Cesare di congedare l'esercito, di rimettere i poteri della Gallia Cisalpina (l'Italia settentrionale, all'epoca formalmente ancora una provincia, nella quale Cesare aveva reclutato gran parte delle sue legioni) e di recarsi a Roma.
Cesare, intuendo il complotto ai suoi danni che il Senato stava ordendo, ovvero di metter fuori legge il partito dei populares che egli rappresentava, e temendo per la sua stessa vita, rifiutò, rimanendo accampato nella provincia che gli era stata assegnata, non distante dalla odierna Cervia. L'esercito, fedele a Cesare perché da lui dipendeva il pagamento delle sue spettanze, rimase compatto agli ordini del generale. Solo il suo vice, Tito Labieno, disertò e si schierò con la Repubblica romana. Per sicurezza, Cesare fece presidiare la riva settentrionale del Rubicone, ma non correva sostanziali pericoli, in quanto in Italia il Senato poteva schierare due sole legioni.
Giulio Cesare attraversò il Rubicone nelle prime ore del 10 gennaio 49 a.C. alla testa del suo esercito, composto dalla Legio XIII Gemina (per un totale di circa 5.000 uomini e 300 cavalieri) al ritorno dalla Gallia, ed essendo penetrato in armi nel territorio di Roma, manifestò in tal modo la sua ribellione allo Stato romano: secondo il racconto di Svetonio, prima di risolversi a questo passo sembra che abbia esitato e infine abbia preso la sua decisione esclamando una frase in greco antico ("anerrìphtho kybos"), di solito ricordata nella sua approssimativa traduzione in latino come alea iacta est ("il dado è stato lanciato", spesso resa in italiano come "il dado è tratto").
Il nome proprio "Rubicone" è entrato in alcune lingue, come l'inglese, col significato di "punto di non ritorno", in espressioni quali "attraversare il Rubicone" (to cross the Rubicon).

### Controversia
Queste due immagini rappresentano una piccola parte di una grande mappa esposta nella galleria delle mappe ai Musei Vaticani. Queste mappe erano etichettate "Flaminia", nome riferito alla Romagna riprendendo la terminologia amministrativa tardo-antica.
L'immagine 1 rappresenta il Rubicone e altri due fiumi che sfociano insieme nell'Adriatico nei pressi di Cesenatico e di Cervia.
Nell'immagine 2 il "Rubicone" passa vicino a Cesena: oggi questo fiume si chiama "Pisciatello", mentre quello che gli è parallelo (a destra) si chiama "Rubicone".

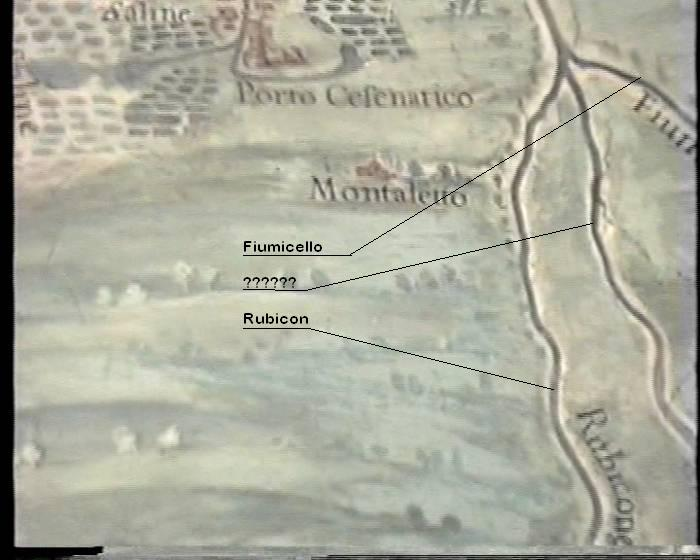
Immagine 1 - Il Rubicone alla sua foce a destra di Cesenatico
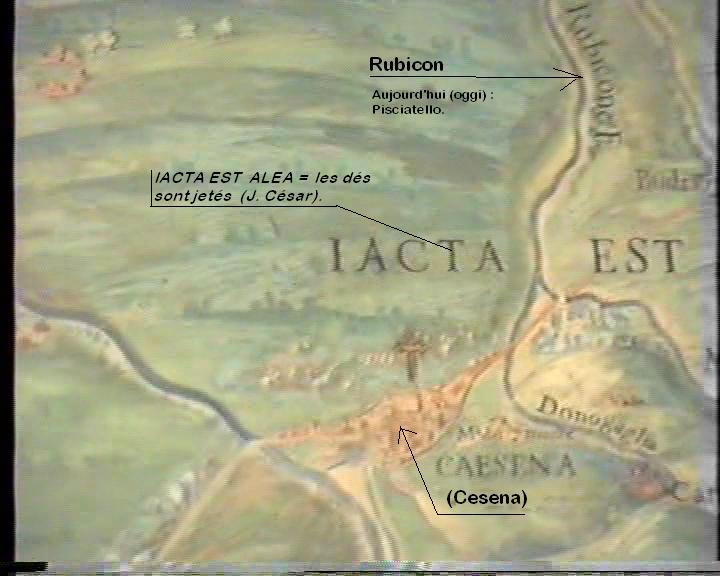
Immagine 2 - Il Rubicone al suo passaggio nei pressi di Cesena, al posto dell'attuale Pisciatello

La controversia, di origine secolare, riguarda l'identificazione del corso d'acqua effettivamente attraversato da Giulio Cesare, diretto a Roma con le sue truppe, in violazione al divieto di varcare il limite entro il quale non era consentito portare eserciti.
Il Pisciatello e il Rubicone ufficialmente riconosciuto possono essere confusi facilmente, in quanto le loro sorgenti hanno origine nella stessa area collinare (precisamente a Strigara nel territorio comunale di Sogliano al Rubicone) e scendono ciascuno in valli parallele per sfociare al livello del mare nella zona di Gatteo. Il Pisciatello, chiamato anche "Urgòn" in antiche carte (parola in dialetto romagnolo che sarebbe da mettere in relazione a "Rubicone"), confluisce in prossimità del mare nella Rigossa e nel Fiumicino, formando un'unica foce.
Secondo un'ipotesi, il Rubicone avrebbe mutato diverse volte il suo corso per cause naturali e per questo motivo non è oggi possibile affermare quale sia il "vero" Rubicone attraversato da Cesare. Secondo questa ipotesi, infatti, straripamenti e piene avrebbero modificato presso la frazione di Calisese l'alveo dell'attuale Urgòn, portandolo a confluire nel Pisciatello, e il vecchio letto del Rubicone sarebbe stato ribattezzato Rigoncello. Non vi è certezza che Cesare abbia oltrepassato l'attuale Rigoncello, o l'attuale Pisciatello, ovvero l'attuale Rubicone, che scorre a Savignano e che un tempo si chiamava Fiumicino. A tutt'oggi non si è ancora venuti a capo della controversia sulla reale identificazione del fiume e diversi paesi della provincia di Forlì-Cesena ne reclamano la paternità in base a prove e documenti di diversa entità, nonostante le evidenze archeologiche degli ultimi anni abbiano fatto propendere gli studiosi verso l'ipotesi del corso d'acqua savignanese.
Ad esempio, fonti medioevali, reperibili presso l'archivio arcivescovile di Ravenna, indicherebbero come l'originario Rubicone, quello che oggi le carte chiamano Pisciatello, in base all'ipotesi che il toponimo della pieve Sancti Martini in Robigo, documentata intorno all'anno 1000 a Calisese, sia da riferire al nome Rubicone. A sostegno dell'attuale identificazione con il Fiumicino vi è invece, oltre all'abbondanza di reperti archeologici di epoca repubblicana in corrispondenza dell'abitato del Compito, a testimoniare l'esistenza di un centro abitato, l'evidenza che il tracciato del corso d'acqua è preso come riferimento dell'andamento delle maglie centuriate circostanti. Inoltre la presenza dello storico ponte romano a Savignano sul Rubicone proprio sul fiume Rubicone, sarebbe un'ulteriore prova nell'identificazione del tracciato. L'attuale Savignano sul Rubicone si chiamava Savignano di Romagna fino al 1933, quando Mussolini, per sanare questa secolare diatriba, decretò che l'allora "Fiumicino" era da ritenersi il vero Rubicone.

## Cultura di massa
Nel 1974 il gruppo di musica elettronica tedesca Tangerine Dream ha intitolato il suo sesto album in studio Rubycon.
Nel 2016 il gruppo alternative metal statunitense Deftones ha incluso nel loro ottavo album Gore una traccia chiamata Rubicon.
Nella cultura e nella lingua anglosassone, l'idioma to cross the rubicon è correntemente utilizzato "per indicare il superamento di un punto di non ritorno".
Nell'universo di Warhammer 40.000 attraversare il Rubicone si riferisce ad un complesso di impianti addizionali e procedure chirurgiche a cui possono sottoporsi gli Space Marine.